# Herrestadsdräkt
Herrestadsdräkt är en folkdräkt (eller bygdedräkt) från Herrestads härad i Skåne.

## Mansdräkt
Delar som ingår:

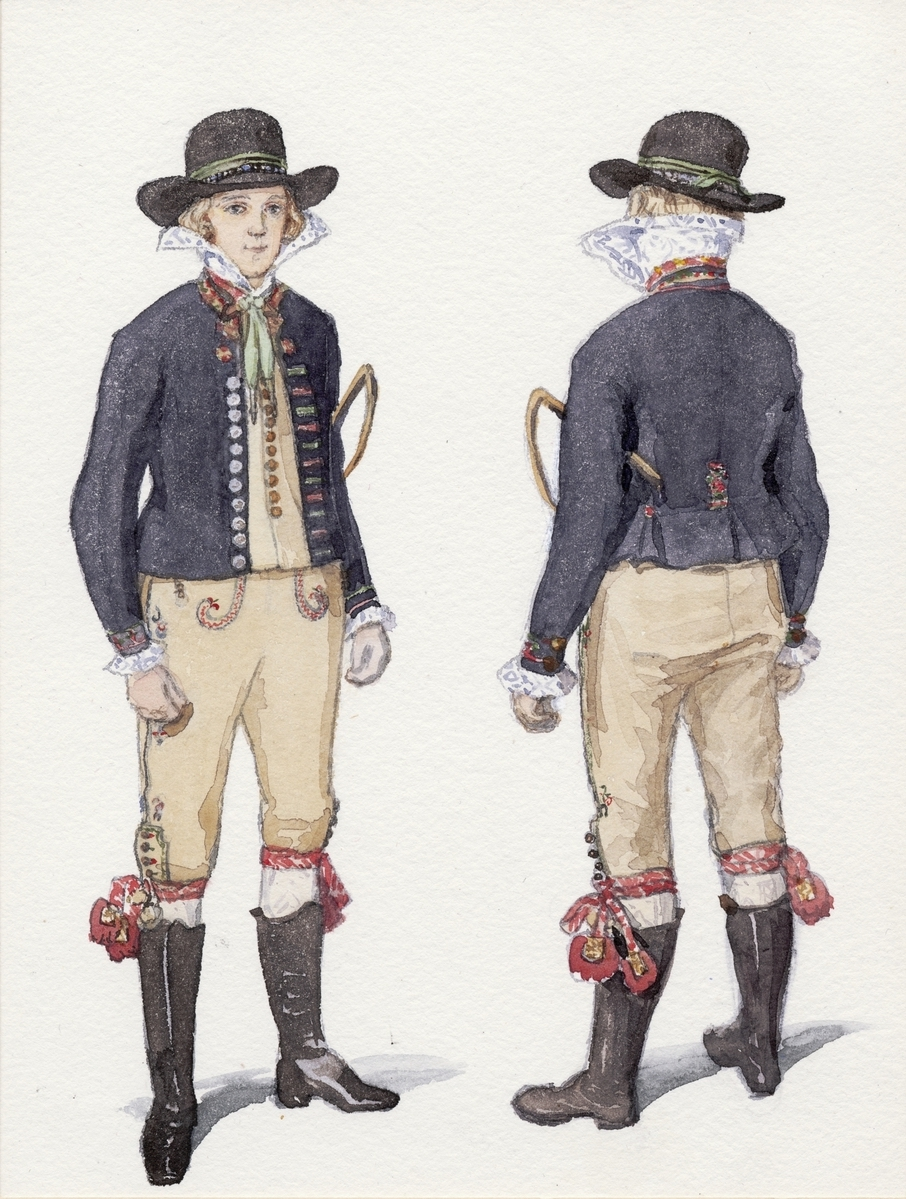
Festdräkt för man, Herrestads härad. Sannolikt buren av brudgum.

- krage - med blekgrönt sidenband, knutet i rosett med så kallade sölvstötter i ändarna
- röd sidensjal, rutig eller blommig
- byxor - av sämskat skinn
- undertröja - av sämskat skinn, som bars istället för livsstycke
- yttertröja - av blå vadmal. Silkesbroderi av krage och ärmar samt vartannat knapphål tränsat med rött, vartannat grönt silke.
- huvudbonad - en rundkullig hatt, klädd med tre band: ett av grönt siden, ett av svart sammet samt ett bredare blommigt sammetsband med svart botten och mönster i färger
- strumpor - vita mönsterstickade samt svarta stövlar. Strumpeband är konstvävda i rött och vitt samt avslutade med röda ullgarnstossar.

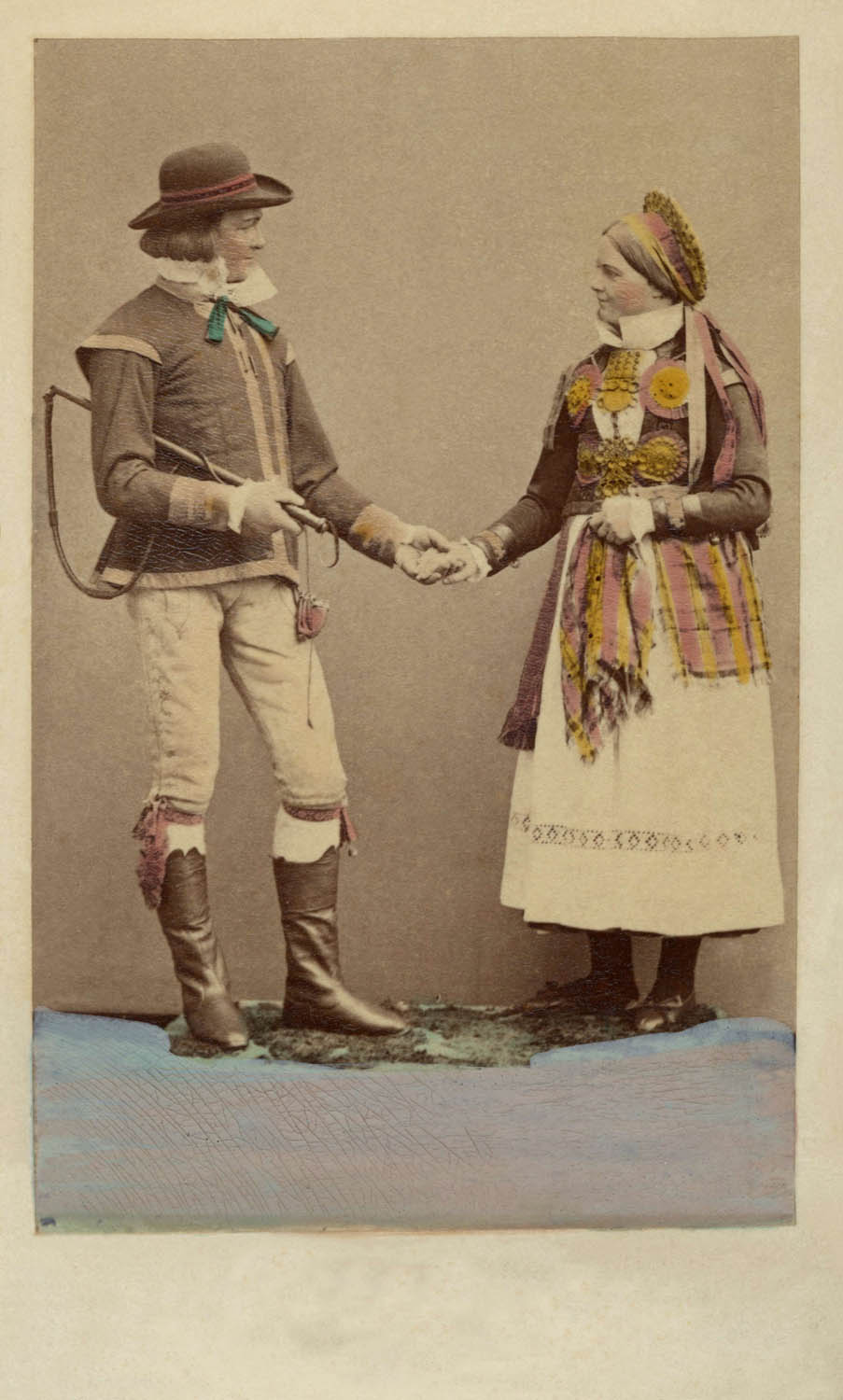
Dräktdockor visade på världsutställningen i Wien 1873. Par i dräkter från Herrestad, Skåne - Nordiska Museet - NMA.0039744

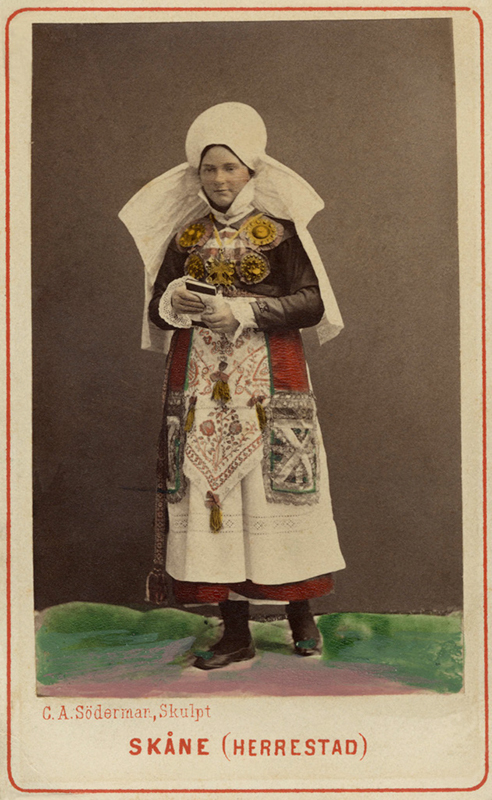
Världsutställningen i Paris 1867. Kvinna i dräkt från Herrestad, Skåne - Nordiska Museet - NMA.0043761

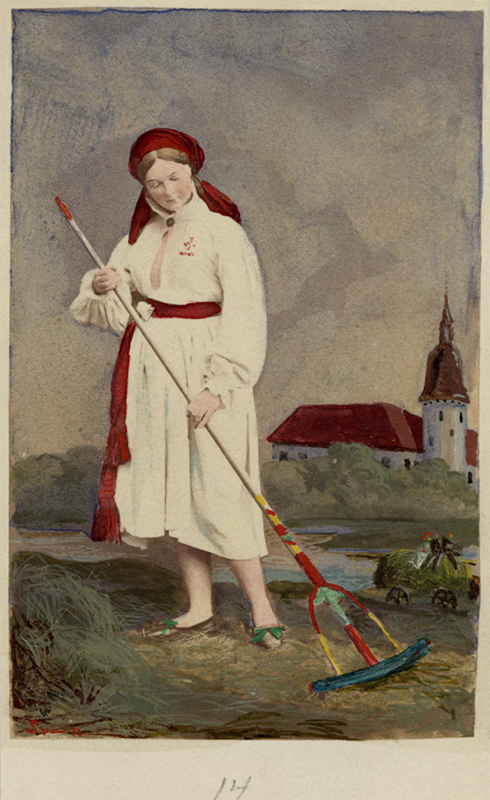
Höstflicka från Herrestad i Skåne. Världsutställningen i Paris 1867 - Nordiska Museet - NMA.0042852